# I Can’t Give You Anything but Love (album)
I Can’t Give You Anything but Love – kompilacyjny album muzyczny piosenkarza Deana Martina wydany przez Pickwick Records w 1968 roku.

## Utwory
| A1 | I Can’t Give You Anything but Love | 2:39 |
| A2 | Innamorata                         | 2:23 |
| A3 | All In A Night’s Work              | 2:35 |
| A4 | You Look So Familiar               | 2:58 |
| A5 | It Looks Like Love                 | 2:15 |
| B1 | Just One More Chance               | 3:16 |
| B2 | When You're Smiling                | 3:01 |
| B3 | When You Pretend                   | 2:33 |
| B4 | The Test Of Time                   | 2:00 |
| B5 | A Day In The Country               | 2:43 |